# Championnat des îles Féroé de football 2000
Navigation
Saison précédente Saison suivante
La saison 2000 du Championnat des îles Féroé de football était la 59e édition de la première division féroïenne à poule unique, la 1. Deild. Les dix meilleurs clubs du pays jouent les uns contre les autres à deux reprises durant la saison, à domicile et à l'extérieur. En fin de saison, le dernier du classement est relégué et remplacé par le champion de 2. Deild, tandis que l'avant-dernier dispute un barrage de promotion-relégation face au vice-champion de deuxième division.
C'est le club du VB Vagur qui remporte le championnat cette saison, en terminant en tête du classement final, avec 2 points d'avance sur le HB Torshavn et 9 sur le B68 Toftir. Il s'agit du tout premier titre de champion des Îles Féroé de l'histoire du VB Vagur. Le tenant du titre, le KÍ Klaksvík, ne termine qu'à la 5e place, à 10 points du nouveau champion.

## Les 10 clubs participants
| - IF Sumba - KÍ Klaksvík - B68 Toftir - GI Gota - NSI Runavik | - VB/Sumba Vagur - HB Tórshavn - B71 Sandoy - FS Vagar - Promu de 2.Deild - B36 Tórshavn |

## Compétition

### Classement
Le barème de points servant à établir le classement est modifié à partir de cette saison. Il se décompose ainsi :
- Victoire : 3 points
- Match nul : 1 point
- Défaite : 0 point

| Rang | Équipe          | Pts | J  | G  | N | P  | Bp | Bc | Diff |
| ---- | --------------- | --- | -- | -- | - | -- | -- | -- | ---- |
| 1    | VB Vagur        | 40  | 18 | 12 | 4 | 2  | 40 | 22 | +18  |
| 2    | HB Torshavn     | 38  | 18 | 11 | 5 | 2  | 40 | 21 | +19  |
| 3    | B68 Toftir      | 31  | 18 | 10 | 1 | 7  | 43 | 38 | +5   |
| 4    | NSI Runavik     | 30  | 18 | 9  | 3 | 6  | 43 | 29 | +14  |
| 5    | KÍ Klaksvík (T) | 30  | 18 | 9  | 3 | 6  | 42 | 28 | +14  |
| 6    | B36 Tórshavn    | 28  | 18 | 9  | 1 | 8  | 49 | 27 | +22  |
| 7    | GI Gota (C)     | 26  | 18 | 8  | 2 | 8  | 41 | 38 | +3   |
| 8    | B71 Sandoy      | 14  | 18 | 4  | 2 | 12 | 25 | 33 | -8   |
| 9    | FS Vagar (P)    | 11  | 18 | 3  | 2 | 13 | 22 | 54 | -32  |
| 10   | IF Sumba        | 10  | 18 | 3  | 1 | 14 | 16 | 71 | -55  |

|  | Qualification pour la Ligue des champions 2001-2002                                              |
|  | Qualification pour la Coupe UEFA 2001-2002                                                       |
|  | Qualification pour la Coupe Intertoto 2001                                                       |
|  | Participation au barrage de promotion-relégation                                                 |
|  | Relégation en 2. Deild                                                                           |
|  | (T) Tenant du titre (C) Vainqueur de la Coupe des îles Féroé (P) Club promu de deuxième division |

### Matchs

#### Barrage de promotion-relégation
Le 9e de 1. Deild, le FS Vagar, affronte le vice-champion de 2. Deild, l'IF Fuglafjordur, lors d'un barrage disputé sous forme de rencontres aller-retour, afin d'obtenir une place parmi l'élite pour la saison prochaine. Le FS fait match nul à l'extérieur et gagne sa rencontre à domicile; le club se maintient parmi l'élite.
| Équipe 1                   | Résultat | Équipe 2            | Aller | Retour |
| -------------------------- | -------- | ------------------- | ----- | ------ |
| IF Fuglafjordur (2. Deild) | 2 - 4    | FS Vagar (1. Deild) | 2 - 2 | 0 - 2  |

## Bilan de la saison
| Championnat des îles Féroé de football 2000                 |                      |
| Champion                                                    | VB Vagur (1er titre) |
| Coupes et trophées                                          |                      |
| Vainqueur de la Coupe des îles Féroé 2000                   | GI Gota              |
| Qualifications continentales                                |                      |
| Ligue des champions 2001-2002 Premier tour de qualification | VB Vagur             |
| Coupe UEFA 2001-2002 Tour préliminaire                      | HB Torshavn          |
| Coupe UEFA 2001-2002 Tour préliminaire                      | GI Gota              |
| Coupe Intertoto 2001 Premier tour                           | B68 Toftir           |
| Promotions et relégations                                   |                      |
| Promus en 1. Deild                                          | EB/Streymur          |
| Relégués en 2. Deild                                        | IF Sumba             |